# Long Prairie
Long Prairie is een plaats (city) in de Amerikaanse staat Minnesota, en valt bestuurlijk gezien onder Todd County.

## Demografie
Bij de volkstelling in 2000 werd het aantal inwoners vastgesteld op 3040.
In 2006 is het aantal inwoners door het United States Census Bureau geschat op 2893, een daling van 147 (-4.8%).

## Geografie
Volgens het United States Census Bureau beslaat de plaats een oppervlakte van
6,3 km², waarvan 6,1 km² land en 0,2 km² water. Long Prairie ligt op ongeveer 394 m boven zeeniveau.

## Plaatsen in de nabije omgeving
De onderstaande figuur toont nabijgelegen plaatsen in een straal van 20 km rond Long Prairie.